# Le Peuple (Schweiz)
Le Peuple (französisch für Das Volk) war eine sozialdemokratische Tageszeitung aus Lausanne.

## Geschichte
Le Peuple wurde 1939 gegründet. Bereits vorher bestand eine Zeitung namens Le droit du peuple (Volksrecht). Das Blatt wurde von den sozialdemokratischen Parteien der Kantone Waadt und Genf unterstützt, deren Sprachrohr sie war. Finanziell angeschlagen fusionierte sie im Oktober 1965 mit La Sentinelle, der sozialdemokratischen Tageszeitung aus La Chaux-de-Fonds, und erschien unter dem Doppelnamen Le Peuple – La Sentinelle (französisch für: Das Volk – Die Schildwache). Da Le Peuple bereits vor der Fusion bei La Sentinelle gedruckt wurde und einzelne Seiten ausgetauscht wurden, war dieser Zusammenschluss nicht besonders einschneidend. Wirtschaftlich brachte er jedoch nicht den gewünschten Erfolg, weshalb die Zeitung 1971 ihr Erscheinen einstellen musste.